# 德莱木

德莱木在塔巴里斯坦西部

德莱木（Daylam、Daylaman、Dailam、Deylam、Deilam），是伊朗吉蘭省内陆山区的名字。以地名命名其居民，称为德莱木人（Daylamites）。
《明史》作答儿密，服属撒马儿罕（帖木儿帝国）。居海中，地不满百里，人不满千家。没有城郭，上下都住板屋。懂得耕种，产物有毛褐、布缕、马、骆驼、牛、羊。刑罚只有捶打。交易兼用银钱。永乐年间遣使到中国朝贡，赐给他《大统历》和文绮、药、茶等物。

## 延伸阅读
[在维基数据编辑]
 《欽定古今圖書集成·方輿彙編·邊裔典·答兒密部》，出自陈梦雷《古今圖書集成》